# Maria Carme Agustí i Barri
Maria Carme Agustí i Barri (Lleida, el Segrià, 10 de gener de 1931 - 3 de febrer de 2021), fou una pedagoga catalana.
El 23 de setembre de 1960 es va llicenciar en Filosofia i Lletres, secció Pedagogia, a la Universitat de Barcelona. El 1961 va obtenir el títol de doctora en Pedagogia. Va ser mestra en diverses escoles i una de les cofundadores de l'Institut de Recerca i Estudis Religiosos de Lleida (IREL), on va exercir de professora de diferents assignatures i de col·laboradora —fent acompanyament i suport pedagògic— des dels seus inicis.

## Publicacions
Agustí va ser autora de diferents publicacions que s'endinsen la psicologia humanística. Així, entre d'altres és autora del llibre Feblesa i plenitud. Psicopedagogia de l’harmonia de contraris (Pagès Editors, 2000), un tractat sistemàtic sobre la maduració de la consciència humana, prologat per Ramon Prat, en què dissenya un projecte educatiu des de la feblesa humana vers la plenitud personal. També va escriure Sí, val la pena viure...! (PAM, 1987); L’aventura interior (Claret, 1991) i L'escola, marc de transformació social i personal (Claret, 1995); o Autoconeixement i experiència de la bondat de Déu: la pregària (IREL, 2007), basat en l'experiència de Santa Teresa de Jesús.